# جورج كالدويل
جورج كالدويل (1807 - ) (بالإنجليزية: George Caldwell)‏ هو لاعب كريكت بريطاني.